# Notosacantha myanmarensis
Notosacantha myanmarensis es una especie de insecto coleóptero de la familia Chrysomelidae.
Fue descrita científicamente en 2004 por Swietojanska.